# Комстар — Объединённые ТелеСистемы
ОАО «Комста́р — Объединённые ТелеСисте́мы» (англ. Comstar — United Telesystems) — бывшая российская телекоммуникационная компания. Полное наименование — Открытое акционерное общество «Комстар — Объединённые ТелеСистемы». Сокращенно именуется в деловом обороте — «Комстар-ОТС». Штаб-квартира — в Москве.

## Собственники и руководство
Компания создана в мае 2004 года на базе трёх операторов связи — «МТУ-Информ», «Комстар» и «Телмос».
Основные акционеры:
- ООО «Оператор связи» (36,43 % акций, 100 % дочерняя компания ОАО «МТС»);
- Deutsche Bank Trust Company Americas (34,88 %);
- ЗАО «Объединенные ТелеСистемы» (13,75 %);
- MGTS Finance S.A. (11,06 %, Люксембург);
- ОАО «МГТС» (2,75 %)[1].

С февраля 2006 года 35 % акций «Комстар — Объединённые ТелеСистемы» находятся в обращении на РТС, МФБ и Лондонской фондовых биржах. Капитализация компании по состоянию на июнь 2009 года составила 1,91 млрд $
В октябре 2009 года АФК «Система» продала контрольный пакет акций «Комстара» (50,91 %) своей дочерней компании «МТС». Сумма сделки составила 39,15 млрд руб.
Пакет MGTS Finance S.A. (11,06 %, Люксембург) МТС обменяла на 1,6 % своих казначейских акций
1 апреля 2011 года ОАО «Комстар-ОТС» было реорганизовано в форме присоединения к ОАО «МТС».

### Руководство
- Президент ОАО «Комстар-ОТС» — Сергей Приданцев (с июня 2007 года по 1 марта 2011 года)[7].
- С 1 марта по 1 апреля 2011 года исполняющий обязанности президента — Алексей Кауров (вице-президент по экономике и финансам).
- Председатель совета директоров компании — Рон Зоммер.

## Деятельность
«Комстар-ОТС» обслуживало более 4 млн абонентов, оказывая услуги голосовой связи, передачи данных, доступа в Интернет (в том числе по технологии WiMAX) и платного телевидения. «Комстару» принадлежала цифровая волоконно-оптическая транспортная сеть общей протяжённостью свыше 6000 км, охватывающая всю территорию Москвы.
Доля компании на рынке широкополосного доступа в Интернет в Москве (1-й квартал 2009) — 30 %.
У компании имеются филиалы и региональные представительства в Самаре, Тольятти, Саратове, Энгельсе, Оренбурге, Нижневартовске, Тюмени, Екатеринбурге, Ростове-на-Дону, Краснодаре, Сочи, Ставрополе, Обнинске, Иванове, Рязани, Орле и других городах, а также Киеве, Одессе, Армении. Всего компания оказывает услуги в 15 регионах России в 82 городах.
«Комстар-ОТС» владело 100 % акций ЗАО «Комстар-Директ», 65,66 % обыкновенных акций, или 54,72 % уставного капитала «МГТС». Помимо этого, «Комстару» принадлежали телекоммуникационные операторы «DG Tel», «Технологические системы» (Украина) и «Коллнет» (Армения). В декабре 2006 года «Комстар» за 900 млн $ приобрёл у компании «Mustcom», принадлежащей Леонарду Блаватнику, 17,3 % акций «Связьинвеста» (бывшая российская телекоммуникационная компания, контролировавшая пакеты семи межрегиональных компаний связи, в 2013 году присоединена к ОАО «Ростелеком»), ещё 7,7 % достались дочерней компании МГТС (MGTS Finance S.A.).

## Комстар-Директ
Дочерняя компания «Комстара-ОТС», ЗАО «Комстар-Директ» (до 13 декабря 2006 года — ЗАО «МТУ-Интел»), оказывала услуги коммутируемого и широкополосного доступа в Интернет по технологии ADSL под маркой «Стрим» на основе сети передачи данных общего пользования МГТС.
1 апреля 2011 года присоединена, как и материнская компания, к ОАО «МТС».

### История
«МТУ-Интел» была образована в 1993 году как АОЗТ «Интерлинк Холдинг» (впоследствии переименованное). 1 марта 1999 года начала оказывать услуги коммутируемого доступа в Интернет (получив на это право от «МТУ-Информ»). 18 сентября 2001 года к ЗАО «МТУ-Интел» был присоединён принадлежавший ей телекоммуникационный оператор «ПТТ-Телепорт Москва» (с 2000 года развивавший в Москве проект ADSL-доступа для корпоративных абонентов под маркой «Точка. Ру»).
В апреле 2004 года «МТУ-Интел» начал предоставлять для частных пользователей широкополосный ADSL-доступ под торговой маркой «Стрим», став в 2005 году лидером в сегменте широкополосного доступа в Москве. С января 2006 года к ЗАО «МТУ-Интел» был присоединён производитель телевизионного контента ЗАО «Система Мультимедиа» (основной акционер которого — «Комстар-ОТС»), с весны 2005 года запустившего в Москве услугу «Стрим-ТВ».
После данной реорганизации, доли в уставном капитале ЗАО «Комстар-Директ» распределились следующим образом:
- ОАО «Комстар-ОТС» — 51,819 %;
- ОАО «Система Масс-Медиа» — 48,136 %;
- ЗАО «Система-Инвенчур» — 0,045 %.

Для дальнейшего развития торговой марки «Стрим», вывода её на рынок широкополосного доступа в Интернет в российские регионы, АФК «Система», контролировавшая всех трёх акционеров «Комстар-Директ», стала разрабатывать идеи реорганизации компании, в конечном итоге приняв решение сохранить её, передав все 100 % акций ОАО «Комстар-ОТС». При этом, в ходе реорганизации летом 2007 года компанию покинули многие топ-менеджеры. 30 декабря 2008 года 100 % акций «Комстар-Директ» было консолидировано «Комстар-ОТС».

### Достижения
В период самостоятельной деятельности, до переименования в «Комстар-Директ», «МТУ-Интел» добилось признания как Интернет-провайдер:
- В декабре 2000 года журналом «Компания» «МТУ-Интел» была признана лучшим провайдером года в рамках организованного им конкурса «Компания года-2000»[16];
- В сентябре 2001 года была удостоена звания «Лучший интернет-провайдер года» в рамках открытия второй международной конференции «Состояние и перспективы развития Интернета в России», организованной Ассоциацией документальной электросвязи (АДЭ)[12][16];
- В октябре 2001 года компания стала лауреатом ежегодной национальной премии в области бизнеса и была удостоена звания «Компания года-2001» в номинации «Интернет-провайдер года»[12].

### Деятельность
«Комстар-Директ» предоставлял услугу широкополосного доступа в Интернет по технологии ADSL, а также услуги цифрового интерактивного IP-телевидения под маркой «Стрим» на основе сети передачи данных общего пользования МГТС.
Формально ЗАО «Комстар-Директ» владело торговым знаком «Стрим», однако обслуживание всех абонентов производилось компанией «Комстар-ОТС».

## Комстар-Регионы
В 2008 году закончилось приобретение предприятий группы «Стрим-ТВ».
В августе 2009 года было создано ЗАО «Комстар-Регионы», на 100 % дочерняя компания «Комстар-ОТС», в которое вошли региональные активы «Комстар-ОТС» и группы компаний «Стрим-ТВ» и на их базе сформированы шесть укрупненных филиалов в шести макрорегионах России: Центральном, Северо-Западном, Южном, Приволжском, Уральском и Сибирском федеральных округах. До 2011 года «Комстар-ОТС» планировало провести селективную модернизацию до 90 % сетей «Стрим-ТВ» с использованием технологии FTTB и объединить сети для того, чтобы оказывать мультисервисные услуги Triple Play (телефонии, Интернета и ТВ).
В феврале 2010 года «Комстар-регионы» за 220 млн руб. приобрёл 100 % доли в уставном капитале ярославского оператора связи ООО «ТензорТелеком» — второго по доле рынка провайдера в городе Ярославле (22 % на момент приобретения, 23 тыс. абонентов).
В мае 2010 года к ЗАО «Комстар-регионы» были присоединены шестнадцать дочерних региональных операторов Комстар-ОТС: ЗАО «Ивановские кабельные сети», ЗАО «Кабельные сети Интер ТВ», ЗАО «Интер-Телеком», ЗАО «ТВК-Север», ЗАО «ТВК-Союзная», ЗАО «ТВК-Центр», ЗАО «ТВК-Сейм», ЗАО «ТВК-Курск», ЗАО «ТВК-Интернет», ЗАО «Курант», ЗАО «ТВК», ЗАО «КТВ», ЗАО «Уральская телефонная компания», ЗАО «Тамбов-Телеком», ЗАО «Максима Инжиниринг», ЗАО «Первый Пермский Интернет Центр». В январе 2011 года к ЗАО «Комстар-Регионы» были присоединены ещё десять региональных компаний: нижегородские ЗАО «Сенди инфо» и ЗАО «ТСН», ЗАО «НПО Видис» (Дзержинск), ЗАО «Тверьсвязьинформ», ЗАО «Региональные кабельные сети» (Москва), ЗАО «Эста Телеком» (Калуга), ЗАО «Марк ТВ» (Ижевск), ЗАО «Транк» (Астрахань), ЗАО «Телекомпания ТВ-Майдан» (Ростов-на-Дону), ЗАО «Инфотек» (Екатеринбург).

### Руководство
Генеральным директором «Комстар-Регионы» до 1 марта 2011 года был Виктор Кореш.
В рамках присоединения «Комстар» к ОАО «МТС», к руководству ЗАО «Комстар-Регионы» пришли топ-менеджеры МТС: 1 марта 2011 года генеральным директором компании был назначен директор бизнес-единицы «МТС-Россия» Александр Поповский, коммерческим директором — Дмитрий Багдасарян, директор по развитию регионального фиксированного бизнеса бизнес-единицы «МТС Россия».

## Единый бренд
- До 2011 года все региональные компании (в том числе компании группы «Стрим-ТВ», переведённые на торговую марку «Стрим» в 2007 году) планировалось перевести под единый бренд «Comstar». Однако 13 октября 2009 года «МТС» объявила о покупке контрольного пакета акций «Комстара» и 11 мая 2010 года «Комстар» и «МТС» объявили о переходе на единый бренд «МТС».
- К концу 2011 года на рынке России в рамках Группы компаний «МТС» (включающую МТС, «Комстар-ОТС», МГТС) осталось два бренда — «МТС» и «МГТС».